# Туитър
„Туитър“ (Twitter, от английски: to tweet – „чуруликам, бърборя“), която от юли 2023 г. се ребрандира като X (чете се „екс“), е социална мрежа и микро-блог услуга, която позволява на потребителите да изпращат и четат статус съобщения, познати като туитове. Туитовете са текстово-базирани съобщения с размер до 140 символа, съхранявани в страницата с потребителския профил на автора им и изпращани към другите потребители (последователи), които са се абонирали за тях. Изпращачът може да ограничи достъпа до статус съобщенията си до кръг от приятели или да позволи отворен достъп до тях. Туитовете могат да бъдат изпращани през уеб страницата на „Туитър“, през SMS, чат-програми или през приложения, написани от трети лица, с помощта на публикуваното от „Туитър“ API. Услугата е достъпна безплатно през интернет, но изпращането на туитове през SMS се облага с такса от страна на GSM оператора.
От своето създаване през 2006 „Туитър“ спечели значимост и популярност в световен мащаб. Понякога услугата е наричана „SMS-ът на интернет“.
Twitter потребителите могат да комуникират през SMS посредством пет номера в САЩ, Канада, Индия, Нова Зеландия и Ман (остров). Съществува и кратък номер за достъп във Великобритания, достъпен само за потребителите на клетъчната мрежа на „Водафон“.
„Туитър“ е напълно забранен в Китай, Иран и Северна Корея, и периодично се блокира в много страни, включително Египет, Ирак, Нигерия, Турция, Венецуела и Туркменистан по различни причини. В началото на март 2022 г. Русия обявява, че налага ограничение на достъпа до „Туитър“ във връзка с прилагането на федерален закон, регулиращ призивите за бунтове, екстремизъм, протести и разпространение на невярна информация. Месец по-късно компанията информира, че няма да препоръчва на потребителите профили на руското правителство като част от промяна на правилата, засягаща профили, управлявани от държави, които ограничават достъпа до отворения интернет и участват във въоръжен междудържавен конфликт. Компанията уточнява, че новата мярка ще се прилага независимо дали самият „Туитър“ е блокиран или не и че профилите на членове на руското правителство са първите, към които ще бъде приложена новата политика.
На 4 април 2022 г. е разпространена информацията, че Илон Мъск е придобил дял от „Туитър“ за 2,89 милиарда щатски долара, ставайки най-големия акционер на компанията. В отговор на продажбата цената на акциите на „Туитър“ се вдига с 27%, претърпявайки най-големия скок в рамките на ден след първичното публично предлагане на акциите на компанията през 2013 г. Самият Мъск е активен потребител на „Туитър“ и има над 80 милиона последователи, което го нарежда сред личностите с най-много последователи в тази платформа. На 5 април „Туитър“, обявява присъединяването на Мъск към борда си. Според документация на Комисията за ценни книжа и борси на САЩ това обстоятелство елиминира възможността собственикът на „Тесла“ да предприеме поглъщане на Twitter, тъй като докато е член на борда, делът му в компанията не може да надхвърля 14,9%.
Пет дни по-късно главният изпълнителен директор на „Туитър“ Параг Агравал публикува съобщение в платформата, с което информира, че Мъск е променил намеренията си в деня, в който присъединяването му е трябвало да стане факт (9 април), и е решил да не става член на борда на компанията. Според Агравал това развитие е „за добро“. То също така дава възможност на Мъск да продължи да увеличава дела си в компанията, което става факт още същия месец – на 25 април 2022 г. „Туитър“ обявява финализирането на сделка за приблизително 44 млрд. щатски долара с най-богатия човек в света към този момент. Продажбата е договорена върху поисканата от „Туитър“ цена от 54,20 щ.д. за акция, или 38% премия над цената на акциите. Към април 2022 г. пазарната капитализация на „Туитър“ се оценява на приблизително 39,5 млрд. щ.д., след като през февруари 2021 г. достига 61,5 млрд. щ.д., а около месец преди сделката пада до 26,5 млрд. щ.д. Плановете на новия собственик на Twitter, обявени публично, са да „трансформира“ платформата в частна.

## Потребители
Очакваният брой на дневните посетители варира, защото Twitter не изнася информация за броя на активните потребителски сметки. Въпреки това, блог публикация на Compete.com от февруари 2009 г. подрежда Twitter на трето място сред най-ползваните социални мрежи, което представлява грубо 6 милиона уникални месечни посещения и 55 милиона месечни посещения.
Към 19 февруари 2011 г. интернет страницата за проследяване на глобален интернет трафик Alexa класира уеб страницата на 9-о място по уеб трафик в света. Счита се, че към този момент Twitter има 175 млн. потребители в света.
През януари 2013 г. Twitter има 288 млн. активни потребители (такива, които ползват социалната мрежа поне веднъж годишно), което представлява 21% от потребителите на интернет в света. 
През ноември 2014 г. Twitter има 284 млн. активни потребители. Над 70% от тях са извън САЩ, докато 34% от приходите на Twitter (361 млн. щатски долара за третото тримесечие на 2014 г.) идват от потребители извън САЩ. 
В края на 2017 г. броят на активните месечни потребители (MAU) на Twitter достига 330 млн., колкото е и към началото на 2019 г.